# Ribes tortuosum
Ribes tortuosum är en ripsväxtart som beskrevs av George Bentham. Ribes tortuosum ingår i släktet ripsar, och familjen ripsväxter. Inga underarter finns listade i Catalogue of Life.